# K-295 Samara
K-295Samara je podmornica razreda Ščuka-B Ruske vojne mornarice. Njen gredelj je bil položen 7. novembra 1993, splavljena je bila 5. avgusta 1994, v uporabo pa je bila predana 17. julija 1995 in postala je del 45. divizije podmornic Tihooceanske flote v Viljučinsku. 29 . decembra 1995 je bila podmornica poimenovana Drakon, 20. avgusta 1999 pa Samara.
1. maja 1998 je bila 45. divizija razpuščena in podmornica je postala del 10. divizije podmornic.
Od leta 2014 je podmornica na modernizaciji v ladjedelnici Zvjozdočka.